# Међународни филмски и музички фестивал Кустендорф
Међународни филмски и музички фестивал Кустендорф (енгл. International Film and Music Festival Küstendorf) је филмски и музички фестивал који се сваке године организује у етно-селу Дрвенград на брду Мећавник код Мокре Горе у Србији. Оснивач и директор фестивала је филмски редитељ Емир Кустурица. Селектори фестивала су сам Емир Кустурица и његова ћерка Дуња Кустурица. Основан је 14. јануара 2008. са амбицијом да се младим филмским ствараоцима пружи шанса да прикажу своја остварења. Кустендорф филмски фестивал је замишљен и као место сусрета великана савременог филма, младих филмских стваралаца и студената режије који учествују у такмичарском делу са својим филмовима кратког метра, и афирмисаних светских редитеља и глумаца чији се филмови приказују ван такмичарске конкуренције. Фестивал представља и сусрет музичких састава који сваке фестивалске вечери одржавају концерте.

## Програми фестивала
- Филмски програм
  - Такмичарски програм - главни програм фестивала где учествује преко двадесет филмова из свих делова света који се такмиче за три награде: „Златно јаје“, „Сребрно јаје“ и „Бронзано јаје“.
  - Савремене тенденције - део програма где се приказују неки од најистакнутијих филмова из претходне године.
  - Ретроспектива великана - део програма фестивала где се приказују филмови у коме улоге играју великани глуме.
  - Нови Аутори - део програма на коме се представљају дебитантски дугометражни филмови.
  - Велика глумачка достигнућа - део програма у коме се представљају ремек дела из историје филмске уметности.
  - Пратећи програм - у њему се приказују несвакидашња остварења младих филмских аутора.
- Музички програм - организује се сваке вечери након филмских пројекција и радионица у виду концерата музичих група.

## Жири
Сваке године чланови жирија у такмичарској конкуренцији буду угледни филмски радници из Србије и осталих делова света. Поред жирија који проглашава најбоље филмове, одређује се и жири за доделу награде „Вилко Филач“ за најбољу фотографију.

## 2008.
Први фестивал је организован од 14. до 21. јануара 2008. године под покровитељством Министарства културе Републике Србије. Програм је обухватао пет целина: такмичарски део за филмове студената филмских школа, ретроспектива великана, ретроспектива - руски филм, савремене тенденције и евергрин.
Фестивал је отворио руски редитељ Никита Михалков као специјални гост, а укупан број филмова у свим селекцијама је био 48. Најзапаженији догађај на фестивалу је било сахрањивање филма „Умри мушки 4“ (Die Hard 4) на Гробљу лоших филмова које је обављено уз посмртни говор који је одржао Емир Кустурица.
Председник жирија је био аустријски редитељ Петер Хандке.
„Златно јаје“ је добио шпански режисер Хосе Иглесиас за филм „Између“ (енгл. „Between“), „Сребрно јаје“ је добио британски редитељ Мартин Хемптон за документарни филм (енгл. „Possessed“) а „Бронзано јаје“ колумбијски редитељ Франко Лоли за филм „Као и сви остали“.
- Никита Михалков - специјални гост Кустендорфа 2008.

## 2009.
Други Кустендорф одржан је од 8. до 14. јануара 2009. године. За награду „Златно“, „Сребрно“ и „Бронзано јаје“ такмичили су се филмови студената филмских школа из 16 земаља: Велике Британије, Грузије, Египта, Италије, Јапана, Кубе, Мексика, Немачке, Пољске, САД, Словачке, Србије, Турске, Чешке Републике, Шкотске и Шпаније. Жири су сачињавали филмски уметници Аница Добра (председница жирија), Ђан Лука Фаринели и Карл Баумгартнер. Специјални гост Кустендорф филмског фестивала 2009. је био амерички режисер Џим Џармуш.
Награду „Златно јаје“ је освојио јапански редитељ Коки Хасеи за филм „Годог“, „Сребрно јаје“ немачка режисерка Нина Вуковић за филм „Микијева балада“, а „Бронзано јаје“ Ши-Тинг Хунг за филм „Виола“.
Акредитовани новинари су своју награду доделили домаћем редитељу Драгану Мишићу за филм „Муха“.
- Џим Џармуш - специјални гост Кустендорфа 2009.

## 2010.
Међународни филмски и музички фестивал Кустендорф 2010. године је одржан од 13. до 19. јануара 2010. Имао је следеће целине: Ретроспектива великана, Савремене тенденције, Евергирн (EVERGREEN), пратећи филмски, те музички програм. У музичком програму наступило је неколико европских музичких састава. Специјални гост Фестивала је био амерички глумац Џони Деп.
У такмичарском програму, за награде „Златно“, „Сребрно“ и „Бронзано јаје“, такмичило се 28 филмова из 18 земаља: Аустрије, Белгије, Бангладеша, Бугарске, Велике Британије, Израела, Кубе, Литваније, Мексика, Немачке, Пољске, Русије, САД, Србије, Словачке, Француске, Чешке Републике и Швајцарске.
Међународни жири чинили су: стрип ауторка и режисерка из Ирана Маржан Сатрапи (председница жирија), продуценткиња и филмска ауторка из САД Сара Драјвер и холивудски продуцент Џонатан Вајсгал.

#### Награде
Победник фестивала је десетоминутни француско-израелски филм „Изгубљени рај“ (енгл. Lost Paradise) режисера Михале Брезис и Одеда Бинуна. Председница жирија Маржан Сатрапи, Брезисовој је уручила „Златно јаје“, а оснивач фестивала Емир Кустурица младој ауторки је даровао једномесечни боравак у Дрвенграду.
Другу награду - „Сребрно јаје“ је додељено чешком филму „Баба“ (енгл. Baba), ауторке Зузане Кирхерове-Шпидлове. „Бронзано јаје“ припало је литванском филму „Лернаван“ (енгл. Lernavan) јерменског редитеља Марата Саргсијана.
- Џони Деп - специјални гост Кустендорфа 2010.

## 2011.
Четврти пут под геслом Odissey Kustendorf, Међународни филмски и музички фестивал Кустендорф, одржан је од 5. до 12. јануара 2011. године у Кустендорфу на Мокрој Гори. Као увод у церемонију свечаног отварања, приказана је друга епизода документарног серијала Златне шездесете посвећена чешком режисеру и педагогу Отакару Ваври. Овај документарни пројекат из 26 епизода представља портрете најважнијих делатника чехословачког филма 60-их година ХХ века. То је било време Чехословачког новог таласа. Као део свечаног отварања Кустендорфа 2011, у галерији „Мацола“ је отворена и изложба фотографија италијанског фотографа и сниматеља Артура Цаватинија Тренуци у паузама филма „Сладак живот“. Изложено је 20 црно-белих фотографија насталих 1960. године током снимања филма Федерика Фелинија Сладак живот.
Никита Михалков је други пут био специјални гост Кустендорфа.
Сам чин свечаног отварања фестивала је пропраћен перформансом Нелета Карајлића и Но смокинг оркестра уз сцене филма Федерика Фелинија Амаркорд.
Најзначајнија фестивалска целина - Ретроспектива великана, била је посвећена иранском режисеру Абасу Кјаростамију који је био специјални гост фестивала. Петог дана је у Дрвенград дошао и мексички глумац и режисер Гаел Гарсија Бернал.
Током 7 дана трајања фестивала, одражан је низ радионица филмских радника: са Филипом Ремундом, Абасом Кјаростамијем, Фином Гјердрумом, Јаном Хребејком и Петром Јарчовским и са Никитом Михалковим.
За награде Златно, Сребрно и Бронзано јаје, такмичило се 20 остварења из 12 замаља. Чланови жирија били су: продуценти Венсан Маравал и Ричард Брик и професорка Филолошког факултета у Београду Ива Драшкић-Вићановић.
Међу гостима фестивала били су: Отокар Вавра, Никита Михалков, Ерик Попе, Филип Ремунда и Јан Хребејк.
После филмских пројекција и радионица, били су организовани музички концерти различитих музичких група.

#### Награде
Трећу награду Бронзано јаје добио је филм „Златна лига“ српског режисера Огњена Исаиловића. Друга награда Сребрно јаје, додељена је пољском филму „Сутра ћу отићи“, ауторке Јулије Колбергер.
Победник фестивала и добитник Златног јајета у конкуренцији 20 филмова из 13 земаља је руски филм „Шанса“ из 2010. године, режисерке Соње Карпунине. Награда је додељена уз образложење жирија да је препознао „оригиналан и ефектан стил филма који је испуњен животом и енергијом“.
Награду критике добио је либанско - амерички филм „Пета колона“, режисер Ватчеа Булгурџијана. Награду „Вилко Филач“ за најбољу камеру добио је шведски филм „Куан“ и рад камермана Јохана Холмкјуиста.

## 2012.
Од 17. до 23. јануара 2012. године био је одржан пети „Међународни филмски и музички фестивал Кустендорф“. У главном, такмичарском програму, било је приказано 20 филмова из: Белгије, Велике Британије, Естоније, Италије, Канаде, Киргистана, Македоније, Мексика, Немачке, Пољске, Португалије, Русије, САД, Србије, Француске, и Шпаније. Специјална гошћа фестивала је била француска глумица Изабел Ипер.
Жири су чинили иранска глумица Лејла Хатами (председник жирија), француски продуцент Пјер Еделман и српски глумац и продуцент Зоран Цвијановић. Награду за најбољу камеру ”Вилко Филач” ове године доделио је познат чешки камерман Мартин Шец и Светолик Мића Зајц, српски мотажер и дизајнер звука. Селектор такмичарског програма је била Дуња Кустурица.
Пратећи програми овогодишњег фестивала су:
- Ретроспектива великана - главни пратећи програм где су специјални гости били јужнокорејски и турски редитељи Ким Ки-Дук и Нури Билге Џејлан.
- Савремене тенденције у којем су се приказали неки од најбољих филмова прошлогодишње продукције. Аутори филмова су након пројекција одржали филмске радионице са посетиоцима фестивала.
- Нови аутори, нови програм у ком су се представили дебитантски филмови младих аутора.
- Велика глумачка достигнућа где су били представљени неки од најзначајнијих филмских остварења и глумачких имена.
- Пратећи програм представљао је четири остварења младих филмских аутора: „Балканска звезда“ руског режисера Андреја Глигорјева у коме се представља један од погледа на живот и дело Емира Кустурице; „Црвенкапа“, Зорана Таировића који говори о култури и традиији ромског народа; филм „Милена“ режисерке Чарне Радоичић у ком се описује дело српске сликарке Милене Павловић Барили; и кратки дипломски филм „Сада срећна“ Фредерике Аспок, који је на Филмском фестивалу у Кану 2004. године освојио прву награду програма Синефондасион.
- Музички програм - дешавао се сваке вечери након филмских пројекција и радионица на ком су наступиле музичке групе из Русије, Холандије, Молдавије, Мексика и Србије.

- Изабел Ипер - специјална гошћа Кустендорфа 2012.

#### Награде
Додели награда претходила је премијера краткометражног играног филма Емира Кустурице „Наш живот“ чији је сценарио написала Дуња Кустурица, у сегменту омнибуса филмова Разговор са боговима.
Након пројекције, студенти учесници такмичарског програма су добили специјалне дипломе као знак сећања на боравак на Кустендорфу.
Награда критике додељена је пољском редитељу Бартломеју Змуди за филм Барбакан.
Награда „Вилко Филач“ за најбољу камеру додељена је српском филму „Од пепела“ и раду камерманке Татјане Крстевски.
Трећу награду Бронзано јаје добио је филм „Глазгов“ пољског режисера Пјотра Суботка. Друга награда Сребрно јаје, додељена је српском филму „Момци“, ауторке Јелене Гавриловић.
Победник фестивала и добитник Златног јајета у конкуренцији 20 филмова је шпански филм „Село Алто Саусе“, режиса Фернанда Помареса. Награда је додељена уз образложење жирија да филм „трансформише делове вести у емотивно и поетично дело које стилски подиже ову тему на виши ниво“.

## 2013.
Шести по реду Кустендорф одржан је од 16. до 22. јануара 2013. године. Почасна гошћа фестивала је била италијанска глумица Моника Белучи, а специјална гошћа је била француска глумица Одри Тату. Главни гост музичког дела програма је био српски виолиниста Немања Радуловић.
Долазак Монике Белучи на фестивал је претходио њеном посетом Бањој Луци где ју је угостио председник Републике Српске Милорад Додик. Након тога је обишла и Андрићград у Вишеграду. Она је од оснивача фестивала Емира Кустурице добила посебну „Награду за будуће филмове на Кустендорфу“. Од председника Владе Републике Србије Ивице Дачића је добила реплику фреске „Бели анђео“.
Гости су били и Брајан Фери, двојица чланова групе „Пинк флојд" – Ник Мејсон и Дејвид Гилмор директорке Британског филмског института, Џанг Јуноу, Матео Гароне, Алексеј Балабанов, Ели Сулејмани, Петер Готар, Јашим Устаоугло и др.
За три главне награде такмичили су се филмови из Велике Британије, Данске, Израела, Кореје, Кубе, Мексика, Немачке, Перуа, Пољске, Португалије, Сингапура, Србије, САД, Филипина, Француске, Холандије, Црне Горе и Швајцарске.
Чланови жирија такмичарског програма су били: израелска списатељица и глумица Алона Кимхи (председник жирија), амерички филмски продуцент, директор продукције и асистент режије Мајкл Хаусман и српски теоретичар медија и филмски и ТВ режисер проф. др Олег Јекнић. Жири који је доделио награду „Вилко Филач“ за најбољу камеру сачињавао је: добитник Оскара, пољски директор фотографије и режисер Јануш Камински, чешки камерман Мартин Шец и српски монтажер и дизајнер звука Светолик Мића Зајц.
Ретроспектива великана је била посвећена познатом кинеском режисеру Џанг Јимоу (кин. Zhang Yimou, 張藝謀, 张艺谋) који је, као гост фестивала, након пројекција својих филмова одржавао радионице са учесницима и посетиоцима фестивала.
На фестивалу су били организовани програми: Савремене тенденције, Евергирн, Нови аутори и Музички програм.
Одржана је и мултимедијална, ретроспективна и биографска поставка у дрвенградској галерији „Мацола“ по називом »КШИШТОФ КИШЛОВСКИ, ЗНАЦИ И СЕЋАЊА« посвећена пољском режисеру Кшиштофу Кишловском (1941—1996).
У оквиру музичког програма наступили су Немања Радуловић са саставом "The Devils Thrills", "Debu sur le Zank" (Француска), Дејан Петровић Биг Бенд (Србија), трио „Балканске жице“ (Србија), „Радио застава“ (Италија), Че Судака (Шпанија).
- Моника Белучи - почасна гошћа Кустендорфа 2013.
- Одри Тату - специјална гошћа Кустендорфа 2013.

#### Награде
Додели награда претходила је пројекција кратког анимираног филма Коље, руског режисера Бориса Казакова. Анимација у филму је настала коришћењем ексера и 35мм траке.
Након пројекције, студенти учесници такмичарског програма су добили специјалне дипломе као знак сећања на боравак на Кустендорфу.
Награду „Вилко Филач“ за најбољу камеру добио је Каролос Кореа са својим истакнутим остварењем, мексичким филмом Дон Сабас.
Трећу награду Бронзано јаје добио је филм „Татех“ израелског режисера Јанива Линтона. Друга награда Сребрно јаје, додељена је данском филму „Барвало“, који је режирао Расмус Клостер Бро.
Победник фестивала и добитник Златног јајета у конкуренцији 28 филмова је швајцарски филм „Муцава љубав“, режисера Јана Царлевског.
Алона Кимхи, председница жирија је додељене награде образложила речима: „Како је једном речено, у стварању филмова се праве многе грешке, међутим, публика уме да у мраку биоскопа пронађе драгуље међу камењем. Обратили смо пажњу на три главне вредности филмова: аутентичност, оригиналност и креативност. Филмови које смо изабрали најбоље су испунили ове циљеве, као и висок технички ниво, поседују лични редитељски стил и зрелости својих прича. Филмови које смо изабрали су добро конципиран, емоционално богати и добро произведени.“

## 2014.
Године 2014. Кустендорф се одржао од 18. до 23. јануара. То је био седми по реду Међународни филмски и музички фестивал Кустендорф. Фестивал је отворила кореографија по идеји Емира Кустурице у коме се уз ватромет и диско музику седамдестих приказало убиство аустроугарског престолонаследника Франца Фердинанда. Музичка група Но Смокинг Оркестра, група Врело и хор Србадија из Бијељине су након уводне кореографије премијерно извели песму "Велики брат" по тексту академика Матије Бећковића, која је и музика из филма “На млечном путу”. Главни гости су ирански редитељ Асгар Фархади и фрнцуско-аргентинска глумица Беренис Бежо.
Поред главног "Такмичарског програма", организовани су и програми "Савремене тенденције", "Нови аутори", Ретроспективни програм под називом "Амерички нови талас" и музички програм. Током фестивала у галерији "Мацола" је била отворена изложба предмета из збирке Филмског музеја из пољског града Лођа с тематиком "Амерички нови талас на пољским филмским плакатима".
За прве три награде "Такмичарског програма" су се надметали филмови из 11 земаља о којима је одлучивао трочлани жири коме је председавала Беренис Бежо. Чланови жирија су били Гиљермо Аријага, мексички писац, и Срђан Кољевић, српски сценариста и режисер.
У програму "Савремене тенденције" приказали су се неки од најбољих филмова из 2013. године. Аутори филмова су након пројекција одржавали радионице. У оквиру овог програма били су приказани филмови као што су: "Прошлост" Асгара Фархадија, филм Ђанфранка Розија "Свети ГРА" који је 2013. године освојио Златног лава на филмском фестивалу у Венецији, "Госпођица Насиље" Александроса Авранаса, добитника Сребрног лава на филмском фестивалу у Венецији, филм Паола Сорентина "Велика Лепота", који је добио награду за најбољи европски филм 2013. године и "Мајор" аутора Јурија Бикова.
Ретроспективни програм носио је назив "Амерички нови талас" у коме су се приказали филмови настали седамдестих година (тзв. Нови Холивуд) које одликује субверзивна тематика. У оквиру овог програма одржавале су се радионице режисера Емира Кустурице посвећене овим филмовима.
На фестивалу су предавања поред Кустурице и Ашгара Фархадија одржали и гости фестивала, италијански режисери Паоло Сорентино и Ђанфранко Рози, филмски сниматељ Јануш Камински , Гиљермо Аријага, новинар и историчар филма Грег де Кур, грчки режисер и сценариста Александрос Авранас, продуценти Ерик и Николас Алтмајер, директор Канског фестивала и института "Лимијер" Тјери Фремо и Јуриј Биков, руски аутор.
У музичком делу су наступили: француска певачица ЗАЗ (Изабел Жефроа), Рибља чорба, Мостар севдах рејунион, Махала Рај банда, Но Смокинг Оркестра и др.
Чланови жирија за награду "Вилко Филач" су били Јануш Камински пољски сниматељ и филмски редитељ и Горан Воларевић, српски директор фотографије.
Последњег такмичарског дана, пре доделе главних награда младим режисерима уручене су захвалнице. После тогаје Академски фолклорни ансамбл Светозар Марковић из Крагујевца извео традиционална кола из Гламоча и Шумадије.
- Беренис Бежо - гошћа Кустендорфа 2014.
- Бора Чорба - музички гост Кустендорфа 2014.
- ЗАЗ - музички гост Кустендорфа 2014.

#### Награде
„Награду за будуће филмове“ другог дана фестивала добио је ирански режисер Ашгар Фархади коме је пре уручења награде приређен омаж.
Добитник награде Вилко филач је Бартош Свињарски за филм „Арена“.
- Бронзано јаје добио је Лука Попадић, за филм „Мамци и удице“;
- Сребрно јаје добила је Јулија Колбергер, за филм „Ускршње мрвице“;
- Златно јаје је добио Андреј Коленчик и Петер Бегањи за филм „Поставка“.

Жири је додељене награде образложио „разноврсношћу ауторских рукописа и израза“.

## 2015.
Међународни филмски и музички фестивал Кустендорф 2015. одржан је од 21. до 26. јануара. За главне награде, Златно, Сребрно и Бронзано јаје Такмичарског програма, чији је селектор Дуња Кустурица, такмичило се седамнаест филмова из Чешке, Словачке, Холандије, Исланда, Румуније, Израела, Хрватске, Немачке, Белгије, Француске, Мађарске, Египта, Русије, САД и Србије.
Међународни жири чинили су директор Британског филмског института Аманда Невил, Клоди Осар, француски филмски продуцент и мексичко-амерички продуцент Алекс Гарсија. Награду за најбољу фотографију Вилко Филач су доделили шведски директор фотографије мађарског порекла Иштван Борбаш и Горан Воларевић, српски директор фотографије.
У оквиру програма Савремене тенденције приказани су филмова из 2014. године: "Беле ноћи поштара Алексеја Трјапицина" (Андреј Кончаловски, Сребрни лав у Венецији), "Голуб седи на грани размишљајући о постојању" (Рој Андерсон, Златни лав), "Власници" (Адилкхан Јержанов), "Сунчаница" (Никита Михалков) и омнибус "Разговори са боговима" састављен од кратких филмова Гиљерма Аријаге, Хектора Бабенка, Алекса де ла Иглесије, Бахмана Гобадија, Амоса Гитаија, Емира Кустурице, Мире Наир, Хидеа Накате и Ворика Торнтона.
У програму Нови аутори приказани су филмови: "Отворени кавез" (Синиша Галић), "Хрчци" (Гилберто Гонзалес Пењила), "У мраку" (Горан Станковић)
Ретроспекива великана, програмска целина у којој су приказани филмови Андреја Кончаловског, француске продуценткиње Клоди Осар, америчког редитеља Алфонса Куарона. Директор Канског филмског фестивала Тјери Фремо представио је дигитално рестаурирано издање филма Шарла Ванела "У ноћи".
У оквиру Музичког програма наступили: румунски оркестар "Тараф де хајдукс", српска блуз гитаристкиња Ана Поповић, руска виолинисткиња Aљона Бајева, српски рок састав Партибрејкерс и молдавски трубач Адам Стинга. На затварању фестивала наступила је певачица Лепа Лукић.

#### Награде
- Златно јаје - Ђакомо Абруцезе за филм "Stella Maris";
- Сребрно јаје – Марко Сопић за филм "Торба";
- Бронзано јаје – Гудмундур Арнар Гудмундсон за филм "Китова долина".

Специјална награда: Омар Ел Зохаири из Египта, за филм "Последице инаугурација јавног тоалета на 375. километру".
Добитник награде Вилко филач је Ана Марија Виждеа, директорка фотографије филма "Рингишпил".
- Андреј Кончаловски - гост Кустендорфа 2015.
- Никита Михалков - гост Кустендорфа 2015.
- Алфонсо Куарон - гост Кустендорфа 2015.
- Ана Поповић - музички гост Кустендорфа 2015.

## 2016.
Девето издање "Кустендорфа" је одржано од 22. до 27. јануара 2016. године. Чланови жирија такмичарског програма су били Мажида Абди, режисерка из Етиопије, Дивна Вуксановић, професорка ФДУ у Београду и Фламинио Задра, филмски продуцент из Италије. За главне награде, Златно, Сребрно и Бронзано јаје Такмичарског програма борили су се филмови из 11 земаља.
Поред досадашњих програмских целина уведена је и нова, Деколонизовање филма, у којој се представљају филмови који, како је званично објашњено на сајту фестивала, доводе у питање доминантне наративе о односу израбљивача и израбљиваних у неоколонијалном контексту, као и оне о класним односима унутар савремених друштава.

#### Награде
- Златно јаје - Давид Борбаш за филм "Вартбург";
- Сребрно јаје – Басел Халил за филм "Здраво Маријо";
- Бронзано јаје – Марија Гускова за филм "Еркинов повратак".

Специјална награда: филм "Град" режисерке Маше Шаровић.
Добитник награде Вилко филач је Ерик Мизрахи, директор фотографије филма "Здраво Маријо".

## 2017.
Десети по реду Међународни филмски и музички фестивал Кустендорф се одржао се од 14. до 19. јануара 2017.
Чланови жирија такмичарског програма су били Глинг Јан, Кристијан Валсамидис и Никола Лежаић. За главне награде, Златно, Сребрно и Бронзано јаје Такмичарског програма борили су се филмови из Бугарске, Данске, Израела, Ирана, Либана, Мађарске, Молдавије, Непала, Португалије, Русије, Сингапура, Републике Српске, Србије, Украјине, Хонг Конга, Црне Горе, Чилеа, Швајцарске и са Филипина. Селектори такмичарског програма били су Маја Кустурица, Светолик Мића Зајц и Марко Милосављевић.

#### Награде
- Златно јаје - Михаел Алалу за филм "Трн";
- Сребрно јаје – Тоне Отили за филм "Лулу у стварном животу";
- Бронзано јаје – Матео Гариљо за филм "Низ грло".

Специјална награда: филм "Тишина", двојице режисера Алија Асгарија и Фарнуша Самадија.
Новоустановљена награда – Награда за најпоетичнији филм, додељена је бугарском режисеру Николају Тодорову за филм "Пре сна".
Добитник награде Вилко филач је Андреј Мајки, директор фотографије филма "Први".

## 2018.
Једанаести "Кустендорф" одржан је од 16. до 21. јануара 2018. године.
Програм је отворен омазом једном од најзначајнијих глумаца српског филма, Александру Берчеку. Том приликом професор Емир
Кустурица је уручио Берчеку Награду за будуће стваралаштво или Награду дрво зивота.
Награде
- Златно јаје - Ракан Мајаси за филм "Бомбоне"
- Сребрно јаје - Самех Алаа за филм "Петнаест"
- Бронзано јаје - Никола Вучинић за филм "Лумпен"

Добитник овогодишње награде Вилко Филач , за најбољу фотографију, је Пјотр Павлус за филм "Стварно је екстра".

## 2019.
Дванаести "Кустендорф" одржан је од 11. до 16. јануара 2019. године.
Међународни жири који је одлучивао о победнику такмичарског програма чинили су Стана Катић, Слободан Деспот, Танкред Рамон и Мишел Аматје.
Фестивал је свечано затворен наступом Културно-уметничког друштва "Светозар Марковић" и "Пјевачке групе Светлане Спајић" .Професору Емиру Кустурици уручена је награда коју му је доделио Племенити потомак Золани Мкива.
Награде
- Златно јаје - Корина Швингрубер Илић за филм "Ол инклузив"
- Сребрно јаје - Огњен Петковић за филм "Јесењи валцер"
- Бронзано јаје - Микел Сторм Гломстејн за филм "Сортирање"

Награду Вилко Филач за најбољу фотографију добила је Наталија Пич за атмосферу која савршено пристаје и иначе добром филму, као и за неодољиву комбинацију сценографије и расвете која је употпуњена осетљивим покретима камере у филму " И ја имам нешто за тебе " Ива Кондефера.
Иларија ди Карло и Саша Карановић понели су специјалне награде фестивала.Карановићева Костакурта похваљена је због амбициозне креативности и изазовних увида филмаџије који обећава, док је Божанствени пут Ди Карлове истакнут због кореографске вештине и естетике тог филма.

## Списак филмова добитника "Златног јајета"
| Године | Филм                   | Режисер                        | Чланови жирија                                       |
| ------ | ---------------------- | ------------------------------ | ---------------------------------------------------- |
| 2008.  | Између (енг. )         | Хозе Иглесијас                 | Петер Хандке, Андреа Гамбета и Нинос Фенек Микелидис |
| 2009.  | Годог                  | Коки Хасеи                     | Аница Добра, Карл Баумгартнер, Ђан Лука Фаринели     |
| 2010.  | Изгубљени рај (фр. )   | Михал Брезис Одед Бунум        | Маржан Сатрапи, Сара Драјвер и Џонатан Вајсгал       |
| 2011.  | Шанса (рус. Шанс)      | Соња Карпуњина                 | Винсент Марвал, Ива Драшкић Вићановић и Рихард Брик  |
| 2012.  | Село Алто Саусе (шп. ) | Фернандо Помарес               | Лејла Хатами, Пјер Еделман и Зоран Цвијановић        |
| 2013.  | Муцава љубав (енг. )   | Јан Царлевски                  | Алона Кимхи, Мајкл Хаусман и Олег Јекнић             |
| 2014.  | Поставка (енг. )       | Андреј Коленчик и Петер Бегањи | Беренис Бежо, Гиљермо Аријага и Срђан Кољевић        |
| 2015.  |                        | Ђакомo Абруцезе                | Аманда Невил, Клоди Осар и Алекс Гарсија             |
| 2016.  | Вартбург               | Давид Борбаш                   | Мажида Абди, Дивна Вуксановић и Фламинио Задра       |
| 2017.  | Трн                    | Михаел Алалу                   | Глинг Јaн, Кристијан Валсамидис и Никола Лежаић      |
| 2018.  | Бомбона                | Ракан Мајаси                   | Серж Регур, Петар Поповић и Властимир Судар          |